# أيقونة ثقافية

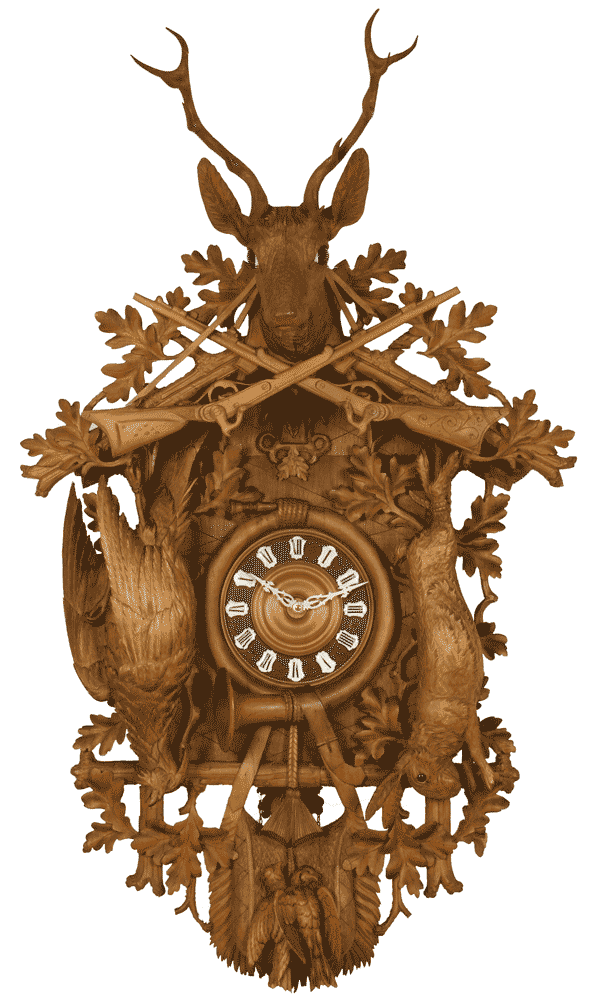
ساعة الوقواق واحدة من أيقونات ألمانيا الثقافية.

الأيقونة الثقافية (الرمز الثقافي) عبارة عن كائن يمثل بعض أوجه القيمة أو المعايير أو المثل الذي يتم النظر إليه على أنه متأصل في ثقافة ما أو في قسم من أقسام الثقافة. وتتنوع الأيقونات الثقافية بشكل كبير، ويمكن أن تشتمل على أشياء مثل علب الهاتف أو الطائرات أو المباني أو الأشخاص الحقيقيين بالفعل أو الخياليين. يستخدم مصطلح «الأيقونة الثقافية» في العلوم الاجتماعية وخصوصاً في علم الإنسان وعلم الأعراق. والأيقونة الثقافية هي أي شيء تم إنشاءه من قبل البشر ويعطي معلومات عن ثقافة منشئية. استخدام هذا المصطلح يشمل القطع الأثرية التي تم استردادها في مواقع أثرية. ومع ذلك، الأشياء الحالية في المجتمع الحديث أو المجتمع القريب من الحديث هي أيضاً تحف الثقافية. على سبيل المثال، في سياق الأنثروبولوجيا، مخرطة من القرن السابع عشر، أو قطعة من الفخار، أو جهاز تلفزيون كل واحدة منها توفر مجموعة كبيرة من المعلومات تعبر عن الفترة الزمنية التي تم تصنيع الشيء واستخدامه.

## الحالة

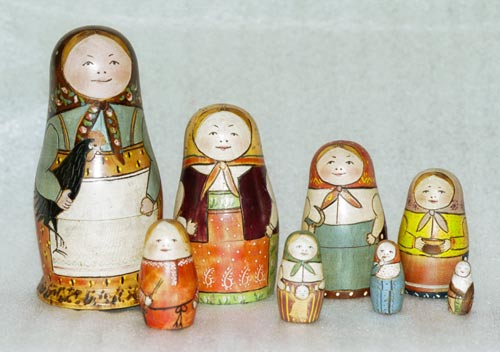
أيقونة ثقافية لروسيا: أول مجموعة دمى ماتريوشكا الروسية تم إنتاجها على يد زفيوزدوشكين وماليوتين، عام 1892

وتختلف القيم والمعايير والمثل التي تمثلها الأيقونة الثقافية بين الأشخاص الذين يشاركون بها، وبشكل أكبر بين الأشخاص الآخرين الذين قد يقومون بتفسير الأيقونات الثقافية على أنها تمثل قيمًا مختلفة تمامًا. وبالتالي، فإن فطيرة التفاح تعد أيقونة ثقافية للولايات المتحدة، في حين أن الأمريكيين قد لا يتفقون على ما تمثله. وهذا المصطلح له معانٍ متنوعة؛ فمايكل باركر يصفه على أنه «مجال مختلف عليه وغير معرف بشكل واضح للرمزية الثقافية». وفي روسيا، كانت المجموعات المتداخلة من دمى ماتريوشكا ألعابًا شهيرة منذ عام 1892، إلا أنها يُنظر إليها على الصعيد الدولي على أنها أيقونات أو رموز ثقافية لروسيا.

## أمثلة

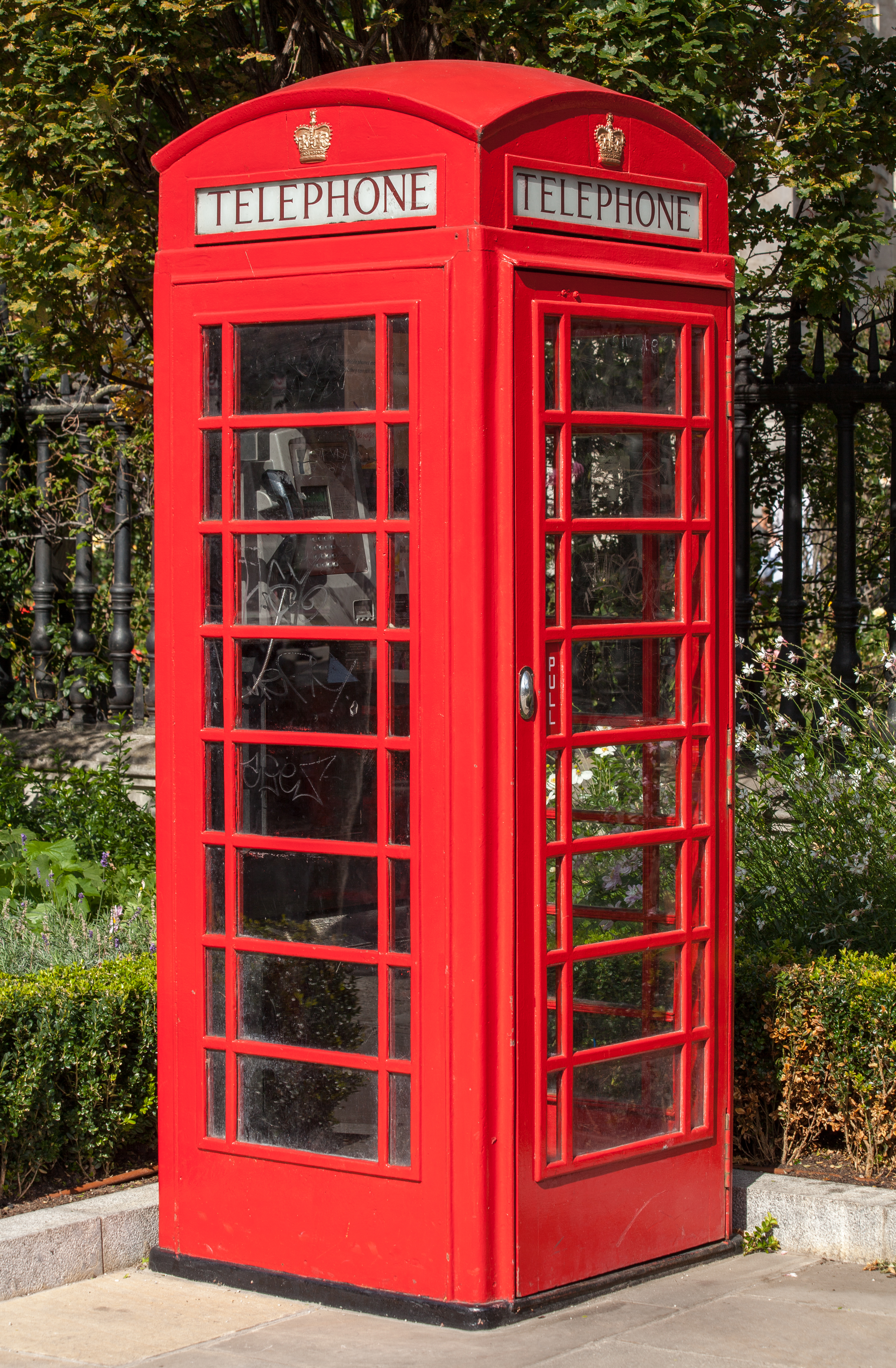
علبة هاتف حمراء

على سبيل المثال، من بين الأيقونات الثقافية المقبولة بشكل شائع للمملكة المتحدة تمثال ملاك الشمال، بيغ بن (وهو عبارة عن جرس في الواقع، إلا أن هذا المصطلح يستخدم بشكل كبير مع برج ساعة مجلس البرلمان في لندن)،
 كوب الشاي (يمثل عادة تناول الشاي لدى البريطانيين)،
 علبة البريد (علبة تجميع الخطابات التابعة لشركة Royal Mail)،
 علبة البريد الحمراء،
 حافلة روت ماستر الحمراء ذات الطابقين المستخدمة في لندن، سبتفاير، الطائرة المقاتلة من الحرب العالمية الثانية.

وبشكل عام، يمكن أن تكون الأيقونات الثقافية من أي نوع، على سبيل المثال، البشر، مثل شكل سيدة ألعاب قوى، أو شخصيات الأفلام، مثل سوبرمان، أو الحيوانات مثل الخيول، أو جوانب العلوم، مثل الحمض النووي الريبوزي منقوص الأكسجين، أو الكوارث مثل غرق سفينة تيتانيك، أو الكتب مثل طياميوس الخاص بأفلاطون، أو أنواع القوارب، مثل الداو الشرقي.

## الاستخدام الزائد عن الحد في الإعلام
يقول بعض الكتاب إن المصطلحين «أيقونة» و«أيقوني» قد تم استخدامهما بشكل زائد عن الحد. ويقول أحد الكتاب في صحيفة ليفربول ديلي بوست إن «أيقوني» هي «كلمة تجعل جسدي يقشعر» كما أنها «كلمة تستخدم لوصف كل شيء تقريبًا.» وتضع صحيفة كريستيان إكسامينر كلمة «أيقوني» في قائمة الكلمات المستخدمة بشكل زائد عن الحد، حيث عثرت على ما يزيد على 18 ألف مرجع «أيقوني» في القصص الإخبارية فقط، كما عثرت على 30 ألف حالة ذكرت فيها كلمة «أيقونة»، بما في ذلك استخدامها مع سبونجبوب اسكويربانتس.

## قائمة المصادر
- Brooker, Will (2001). Batman Unmasked: Analysing a Cultural Icon. Continuum.
- Edwards, Peter; Karl Enenkel, and Elspeth Graham (editors) (2011). The Horse as Cultural Icon: The Real and the Symbolic Horse in the Early Modern World. Brill. {{استشهاد بكتاب}}: |مؤلف= باسم عام (مساعدة)صيانة الاستشهاد: أسماء متعددة: قائمة المؤلفين (link)
- Foudy, Julie; Leslie Heywood and Shari L Dworkin (2003). Built to Win: The Female Athlete as Cultural Icon. University of Minnesota Press.{{استشهاد بكتاب}}:  صيانة الاستشهاد: أسماء متعددة: قائمة المؤلفين (link)
- Nelkin, Dorothy and M Susan Lindee (2004). The DNA Mystique: The Gene as a Cultural Icon. University of Michigan Press.
- Biedermann, Hans (1994). Dictionary of Symbolism: Cultural Icons and the Meanings Behind Them. Meridan.
- Heyer, Paul (2012). Titanic Century: Media, Myth, and the Making of a Cultural Icon. Praeger.
- Reydams-Schils, Gretchen J (2003). Plato's Timaeus as Cultural Icon. University of Notre Dame Press.
- Gilbert, Erik (2008). The Dhow as Cultural Icon. Boston University.

## وصلات خارجية
- Our New Icons by ديلي تلغراف
- Nothing and no one are Off Limits in an Age of Iconomania by The Age
- British Postal Museum & Archive: Icons of England
- Culture24: Icons of England